# Voglans
Voglans és un municipi francès situat al departament de la Savoia i a la regió d'Alvèrnia-Roine-Alps. L'any 2007 tenia 1.650 habitants.

## Demografia

### Població
El 2007 la població de fet de Voglans era de 1.650 persones. Hi havia 625 famílies de les quals 154 eren unipersonals (81 homes vivint sols i 73 dones vivint soles), 157 parelles sense fills, 282 parelles amb fills i 32 famílies monoparentals amb fills.
La població ha evolucionat segons el següent gràfic:
Habitants censats

### Habitatges
El 2007 hi havia 671 habitatges, 639 eren l'habitatge principal de la família, 4 eren segones residències i 27 estaven desocupats. 487 eren cases i 182 eren apartaments. Dels 639 habitatges principals, 451 estaven ocupats pels seus propietaris, 177 estaven llogats i ocupats pels llogaters i 11 estaven cedits a títol gratuït; 17 tenien una cambra, 62 en tenien dues, 96 en tenien tres, 167 en tenien quatre i 297 en tenien cinc o més. 523 habitatges disposaven pel capbaix d'una plaça de pàrquing. A 256 habitatges hi havia un automòbil i a 346 n'hi havia dos o més.

### Piràmide de població
La piràmide de població per edats i sexe el 2009 era:
| Homes | Edats   | Dones |
| ----- | ------- | ----- |
| 0     | 95 o +  | 0     |
| 0     | 90 a 94 | 4     |
| 0     | 85 a 89 | 8     |
| 4     | 80 a 84 | 8     |
| 16    | 75 a 79 | 16    |
| 8     | 70 a 74 | 40    |
| 44    | 65 a 69 | 20    |
| 28    | 60 a 64 | 20    |
| 40    | 55 a 59 | 16    |
| 48    | 50 a 54 | 92    |
| 48    | 45 a 49 | 28    |
| 76    | 40 a 44 | 56    |
| 56    | 35 a 39 | 80    |
| 64    | 30 a 34 | 56    |
| 56    | 25 a 29 | 48    |
| 40    | 20 a 24 | 24    |
| 56    | 15 a 19 | 40    |
| 88    | 10 a 14 | 52    |
| 44    | 5 a 9   | 72    |
| 28    | 0 a 4   | 64    |

## Economia
El 2007 la població en edat de treballar era de 1.178 persones, 905 eren actives i 273 eren inactives. De les 905 persones actives 856 estaven ocupades (456 homes i 400 dones) i 49 estaven aturades (14 homes i 35 dones). De les 273 persones inactives 87 estaven jubilades, 140 estaven estudiant i 46 estaven classificades com a «altres inactius».

### Ingressos
El 2009 a Voglans hi havia 620 unitats fiscals que integraven 1.648,5 persones, la mediana anual d'ingressos fiscals per persona era de 20.299 €.

### Activitats econòmiques
Dels 221 establiments que hi havia el 2007, 1 era d'una empresa alimentària, 2 d'empreses de fabricació de material elèctric, 1 d'una empresa de fabricació d'elements pel transport, 17 d'empreses de fabricació d'altres productes industrials, 44 d'empreses de construcció, 63 d'empreses de comerç i reparació d'automòbils, 15 d'empreses de transport, 14 d'empreses d'hostatgeria i restauració, 1 d'una empresa d'informació i comunicació, 3 d'empreses financeres, 10 d'empreses immobiliàries, 32 d'empreses de serveis, 10 d'entitats de l'administració pública i 8 d'empreses classificades com a «altres activitats de serveis».
Dels 54 establiments de servei als particulars que hi havia el 2009, 5 eren tallers de reparació d'automòbils i de material agrícola, 2 establiments de lloguer de cotxes, 4 paletes, 7 guixaires pintors, 9 fusteries, 7 lampisteries, 8 electricistes, 2 empreses de construcció, 1 perruqueria, 7 restaurants i 2 agències immobiliàries.
Dels 23 establiments comercials que hi havia el 2009, 2 eren grans superfícies de material de bricolatge, 1 una fleca, 1 una botiga de roba, 2 botigues d'equipament de la llar, 13 botigues de mobles, 2 botigues de material esportiu, 1 un drogueria i 1 una floristeria.
L'any 2000 a Voglans hi havia 8 explotacions agrícoles que ocupaven un total de 228 hectàrees.

## Equipaments sanitaris i escolars
El 2009 hi havia 1 escola maternal i 2 escoles elementals. Voglans disposava d'un col·legi d'educació secundària amb 40 alumnes.

## Poblacions més properes
El següent diagrama mostra les poblacions més properes.